# Mercenaries 2: World in Flames
Mercenaries 2: World in Flames es un videojuego desarrollado por Pandemic Studios y publicado por Riley Donnelly y Electronic Arts. Es la secuela de Mercenarios: El arte de la destrucción (lanzado en 2005) y fue puesto a la venta el 31 de agosto de 2008 en Estados Unidos y el 5 de septiembre en Europa.

## Argumento

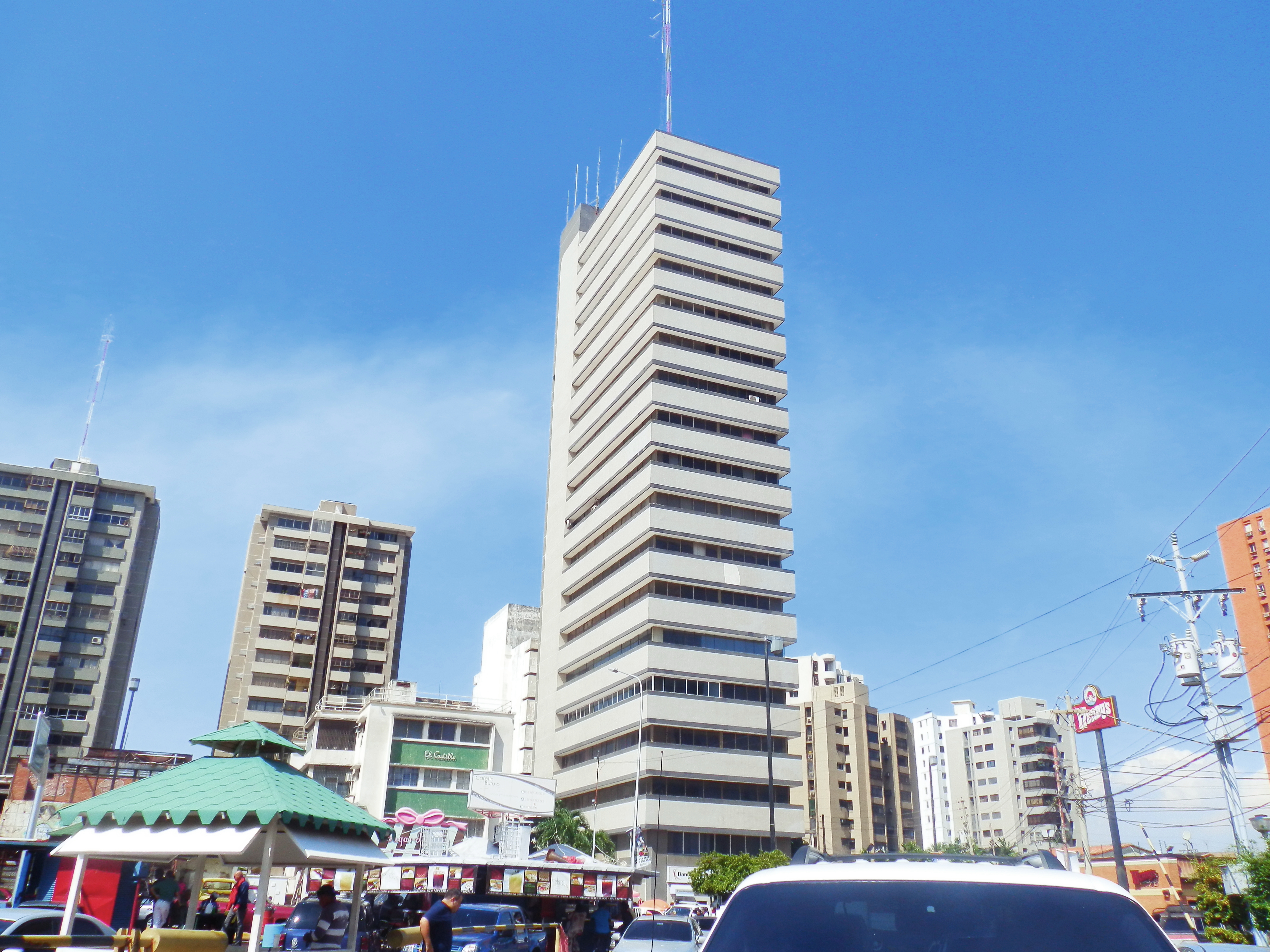
Maracaibo, una de las ciudades en la que se desarrolla el juego. Prácticamente todos los edificios del juego pueden ser destruidos

Mercenaries 2: World in Flames está ambientado en el año 2010. La historia sigue la caza de Ramón Solano por el jugador, una gran figura política quien contrata al mercenario por un trabajo, donde se rehúsa a pagar e intenta matarlo. Después de un golpe de Estado, Solano se vuelve dictador de Venezuela, en donde usa su posición para apoderarse del control nacional del suministro de petróleo, lo que desencadena un incidente internacional y angustia en la OPEP. Junto con las fuerzas rebeldes de Solano, la mayor parte del Ejército venezolano apoya fieramente la causa del dictador. Las otras fuerzas rebeldes, en oposición a Solano, han surgido bajo el nombre de EPLV (Ejército Popular de Liberación de Venezuela). Pronto se les unen a la pelea por el control del petróleo numerosas facciones, entre ellas la Universal Petroleum Company; los Piratas Rastafarios (el equivalente a la Mafia rusa de la primera entrega de Mercenaries); el Ejército Popular de Liberación de China; y la AN (Alianza de Naciones). Estas seis fuerzas forman inevitablemente la columna de una guerra que determinará el destino del suministro de petróleo del país. Pasando por zonas populares de Caracas como Petare y El silencio (centro de Caracas). así como también ciudades importantes como Maracaibo, Santa Rita, Mérida, Valencia, etc. Sintiéndose traicionado, el mercenario se aliará con cualquiera de las otras facciones para atrapar a Solano y hacer algo de dinero en el camino.
El juego comienza con el objetivo de invadir a Venezuela para derrocar a un dictador. Sin embargo, a medida que la historia avanzaba, se revelaba que los antagonistas eran los estadounidenses, quienes querían deshacerse de un gobierno de izquierda para colocar en su lugar a un dictador que facilitar la venta de petróleo a Estados Unidos. Al finalizar el juego, en los créditos aparece la frase: “Gracias a la Revolución Bolivariana: un mundo mejor es necesario”. El videojuego no estaba a favor del intervencionismo estadounidense sino en contra, y el productor y escritor del juego, autodefinido como socialista, aseguró que los desarrolladores querían mostrar al "gobierno estadounidense como imperialistas bélicos oportunistas”.

## Modo de juego
El juego sigue el mismo modo de juego que su predecesor, aunque con una gran mejora gráfica y nuevos vehículos, nuevo armamento, barcos, lanchas y la habilidad de poder nadar. A diferencia de su predecesor no habrá tienda de armamento, por lo que los objetos que necesite el jugador, se le comprarán a agentes de las diferentes facciones en conflicto y serán transferidos a la base desde la cual serán enviadas a través del helicóptero que su personaje reclute. Además de esto, las facciones tendrán sus enemigos y aliados.

## Facciones
1. Universal Petroleum (UP): es una empresa privada de explotación de petróleo, la cual entra en crisis gracias al antagonista del juego, Ramón Solano.
- Enemigos: VZ, EPLV, China y Piratas.

2. Ejército Popular de Liberación de Venezuela (EPLV): es una guerrilla formada por rebeldes y disidentes al gobierno de Solano. Su objetivo es la acción armada para recuperar las riquezas de su pueblo.
- Enemigos: Aliados, UP y VZ.

3. Piratas Rastafarios: saqueadores de barcos mercantes. Estos sólo operan en los mares y sus islas, y son los que les dan provisiones a los rebeldes del EPLV.
- Enemigos: Aliados, UP y VZ.

4. Alianza de Naciones (AN) o Aliados: entran a Venezuela gracias a la crisis de petróleo y por la crisis armada, ocurrida a consecuencia de lo anterior.
- Enemigos: EPLV, Piratas, China y VZ.

5. China: entran en el teatro de operaciones por su guerra con los Aliados y por la crisis del petróleo. Aquí apoyan al EPLV.
- Enemigos: UP, Aliados, VZ y Piratas.

## Personajes
El juego muestra tres personajes jugables, que son los mismos del juego original (Mercenarios: El arte de la destrucción): Jennifer Mui, Mattias Nilsson y Chris Jacobs

### Chris Jacobs
- Habla Inglés y coreano
- Nacido en: San José, California

Su madre es una intérprete coreana y su padre era coronel del ejército de los Estados Unidos. Su madre le enseñó a hablar coreano mientras su padre le daba inestimables consejos sobre tácticas militares. Sirvió como parte del grupo de aplicaciones de combate del ejército durante siete años, hasta que se dio cuenta de que podía sacar mucho provecho de sus habilidades. De modo que se unió a OpEj. Nadie es capaz de aguantar tanto castigo como él.

### Jennifer Mui
- Habla Inglés y chino
- Nacida en: Hong Kong, China

Jennifer es hija de una china residente en Hong Kong y de un alto mando del ejército británico. Tras el divorcio de sus padres, cuando ella tenía 12 años, se trasladó a vivir con su madre a Inglaterra. Su especialidad es pasar desapercibida, utilizando su formación y aptitudes naturales para infiltrarse en lugares donde otros soldados desentonarían terriblemente.

### Mattias Nilsson
- Habla Inglés, sueco y ruso
- Nacido en: Arvisaujur, Suecia

En su infancia Nilsson era un desastre estudiando, previendo que se acabaría convirtiendo en un trabajador no cualificado a los 16 años se alistó en el ejército; que dejaría más tarde para entrar en OpEj. Puede que Nilsson tenga poca experiencia, pero por lo que respecta a los demás mercenarios no es más que un novato. Hasta que no lleve unos años más no sabrá lo que es el combate de verdad. No obstante, en tan poco tiempo ha demostrado moverse más rápido que nadie en el campo de batalla y un mercenario rápido es un mercenario que vuelve sano a casa.

### Fiona Taylor (Técnico)
- Habla  Inglés
- Nacida en: Sídney, Australia

Fiona no es mercenario como tal, pero sí es la experta en tecnología que OpEj ha seleccionado para este conflicto. Ella es el contacto de los mercenarios con el mundo exterior, dominando el flujo de información de un centenar de satélites y canales de comunicación intervenidos. Fiona tiene mucha experiencia manejando a los agentes y es capaz de poner en su sitio a cualquier mercenario.
Fiona fue teniente de la armada real australiana, donde se especializó en armamento electrónico para submarinos. Después trabajo para el ASIS (servicio secreto de inteligencia australiano), aunque ha dejado su puesto en ese ejército para incorporarse a OpEj.

## Controversias
El juego fue criticado por el gobierno venezolano, acusando al gobierno de Estados Unidos de incitar al público americano a realizar una invasión en la vida real con el propósito de derrocar al "presidente" Hugo Chávez. En Venezuela, el 3 de diciembre de 2009, el parlamento (Asamblea Nacional) aprobó una ley en el que se prohíbe todo tipo de videojuegos y juguetes bélicos.

## Versiones
- PlayStation 3 y Xbox 360: Tiene una mejor calidad gráfica y un mapa más grande y detallado.  Tanto sus menús como su interfaz incluye un Modo CO-OP y contenido descargable.

- PlayStation 2: Es idéntico a su predecesor pero con una mejora gráfica y un mapa diferente, Esta versión remueve motocicletas, algunos vehículos y otros objetos, pues su desarrollo fue limitado debido a la ahora escasa capacidad de trabajo del PS2.